# 長内ほのか
長内 ほのか（おさない ほのか、1990年2月8日 - ）は、北海道出身の日本のバスケットボール選手。ポジションはスモールフォワードで、W.LEAGUEの山梨クィーンビーズに所属していた。

## 来歴
2005年に函館大妻高等学校に進学し、2007年まで同校で活動。
2008年に札幌大学文化学部文化学科に進学し、2011年まで同大学の女子バスケットボール部で活動。同年の夏（4年時）には日本学生選抜バスケットボール大会に北海道学生選抜メンバーの1人として出場し、大会得点王となる。
2012年に山梨クィーンビーズに入団し、2014年まで同チームで活動。

## 経歴
函館大妻高 - 札幌大 - 山梨（2012年 - 2014年）